# Faluns ansökan om olympiska vinterspelen 1992
Faluns ansökan om olympiska vinterspelen 1992 var Faluns andra ansökan om olympiska vinterspelen. Tidigare hade staden ansökt om spelen 1988 och varit en del av Göteborgs ansökan 1984. Falun ansökte tillsammans med Åre.
Den 17 oktober 1984 startade de båda orterna Falun Åre Organisation Co, FOC, Aktiebolag för att förbereda och arrangera spelen. Organisationsbolaget lämnade den 7 november 1985 in en rapport om förutsättningarna för ett spel i de båda orterna till svenska regeringen. Utredningen hade innan den lämnades till regeringen godkänts av Sveriges Olympiska Kommitté (SOK) och RF (Riksidrottsförbundet). Utredningen låg till grund för en proposition som Sveriges riksdag mottog från regeringen. Propositionen efterfrågade en statlig garanti om spelen skulle tilldelas Falun och Åre.
Pengarna skulle användas för att både marknadsföra spelen, rusta upp befintliga anläggningar och bygga vissa nya anläggningar.
Backhoppningsbackarna i Lugnet var någorlunda nybyggda, då de var byggda inför världsmästerskapen i nordisk skidsport 1974. Likaså var längdskidåkningsspåren nyrenoverade, men man skulle på grund av nya regelverk behöva ändra i start- och målområdena och vissa lokaler för administrationerna kring tävlingarna. Skidskyttet skulle hållas på samma plats som längdskidåkningen. En skjutanläggning för skidskyttet skulle emellertid behövas byggas i Lugnet. 
För konståkning, ishockey och curling fanns det redan bra förutsättningar i Lugnets isstadion, men den skulle behöva byggas ut för att uppfylla publikkraven vid ett OS. För skridskotävlingarna planerades påbyggnad vid den befintliga bandyplanen, för publik och massmedia. En bob- och rodelbana skulle man också behöva uppföra, vid backhoppningsbackarna i Lugnet. Samtliga anläggningar för alpin skidåkning planerades att hållas i Åre, där bara vissa små uppgraderingar behövdes. Boendet för de tävlande planerades att finnas vid Dalregementet i Falun. Boende för press planerades att erbjudas i nybyggda lägenheter i Falun. Samtliga anläggningar behövde anpassas för att klara kraven kring TV-sändningarna för OS.
Väl under omröstningen vis IOK:s 91:a kongress den 17 september 1986 i Lausanne var Falun aldrig nära att ta hem värdskapet. Ansökan slutade trea i omröstningen. I sista omgången fick Falun endast nio av de 85 rösterna. Spelen gick till Albertville i franska alperna (51 röster) och på andra plats i omröstningen kom Sofia i Bulgarien (25 röster). 

## Fotnoter
1. ↑    - ”Regeringens proposition 1985/86:104  om statlig garanti för anordnande av  olympiska vinterspel i Sverige år 1992”. Sveriges riksdag. http://data.riksdagen.se/dokument/G903104/html. Läst 5 maj 2011.
2. ↑   Albertville 1992, läst 9 maj 2012